# Марианская колонна (Нитра)
Марианская колонна в Нитре (словац. Mariánsky stĺp v Nitre)— чумная колонна, образец высокого барокко, расположенная на южном склоне замкового холма Нитры. Епископ Имрих Эстерхази приказал построить колонну в память о великих эпидемиях чумы в 1710 и 1739 годах, во время которых погибло около четверти жителей города. Колонна была возведена в 1750 году по проекту австрийского скульптора Мартина Фёгерля (Martin Vögerl).
Чумная колонна выполнена в пышной манере, свойственной эпохе позднего барокко. Множество подобных монументов были возведены в первой половине XVIII века в империи в знак благодарности за услышанные молитвы об избавлении от чумы. Колонна возведена на постаменте, на верхнем выступе которого расположены вазы и статуи четырёх канонизированных венгерских королей — Святого Иштвана, Святого Имре, Святого Ласло и Белы IV. На волютах помещены фигуры ангелов, держащие символы Девы Марии — золотую башню, дом, небесные врата и звезду. В нижней части постамента расположены рельефные сцены из жизни Девы Марии и картуш с гербом епископа Имриха Эстерхази. Колонну венчает позолоченная статуя Непорочной Девы Марии (Immaculata) с звездным нимбом вокруг головы, стоящая на земном шаре, обвитым змеёй.
Чумная колонна Нитры во многом копирует подобный монумент в австрийском Хайнбурге, возведенный в 1749 году.